# HD 216770 b
HD 216770 b是一顆位於南魚座的系外行星，母恆星是 HD 216770，距離地球約123.5光年。它的質量大約是木星的65%，並且已橢圓形軌道環繞母恆星。它的軌道半長軸稍高於水星軌道，週期118日。

## 外部連結
- . The Extrasolar Planets Encyclopaedia.   [2012-08-01]. （原始内容存档于2012-05-05）.
- . Extrasolar Visions.   [2012-08-01]. （原始内容存档于2011-06-05）.
- . Exoplanets.   [2012-08-01]. （原始内容存档于2009-11-25）.